# サン＝ブリス＝シュル＝ヴィエンヌ
サン＝ブリス＝シュル＝ヴィエンヌ （Saint-Brice-sur-Vienne、オック語:Sent Brecis）は、フランス、ヌーヴェル＝アキテーヌ地域圏、オート＝ヴィエンヌ県のコミューン。

## 人口統計
| 1962年 | 1968年 | 1975年 | 1982年 | 1990年 | 1999年 | 2006年 | 2014年 |
| ------ | ------ | ------ | ------ | ------ | ------ | ------ | ------ |
| 1274   | 1242   | 1121   | 1274   | 1431   | 1396   | 1477   | 1650   |

参照元:1962年から1999年までは複数コミューンに住所登録をする者の重複分を除いたもの。それ以降は当該コミューンの人口統計によるもの。1999年までEHESS/Cassini、2006年以降INSEE。